# Gaisi Takeuti
Gaisi Takeuti (竹内 外史, Takeuchi Gaishi, 25 de janeiro de 1926 – 10 de maio de 2017) foi um matemático japonês.
É conhecido por seu trabalho sobre teoria da prova.
Após a graduação na Universidade de Tóquio foi para a Universidade de Princeton, onde foi aluno de Kurt Gödel. Tornou-se depois professor da Universidade de Illinois em Urbana-Champaign. Takeuti foi presidente (2003-2009) da Sociedade Kurt Gödel, coautor do livro Memoirs of a Proof Theorist: Godel and Other Logicians.
Sua meta de pesquisas foi provar a consistência dos números reais. Com este propósito, a conjectura de Takeuti especula que uma formalização sequente de lógica de segunda ordem tem eliminação de corte.